# Franz Hochmann

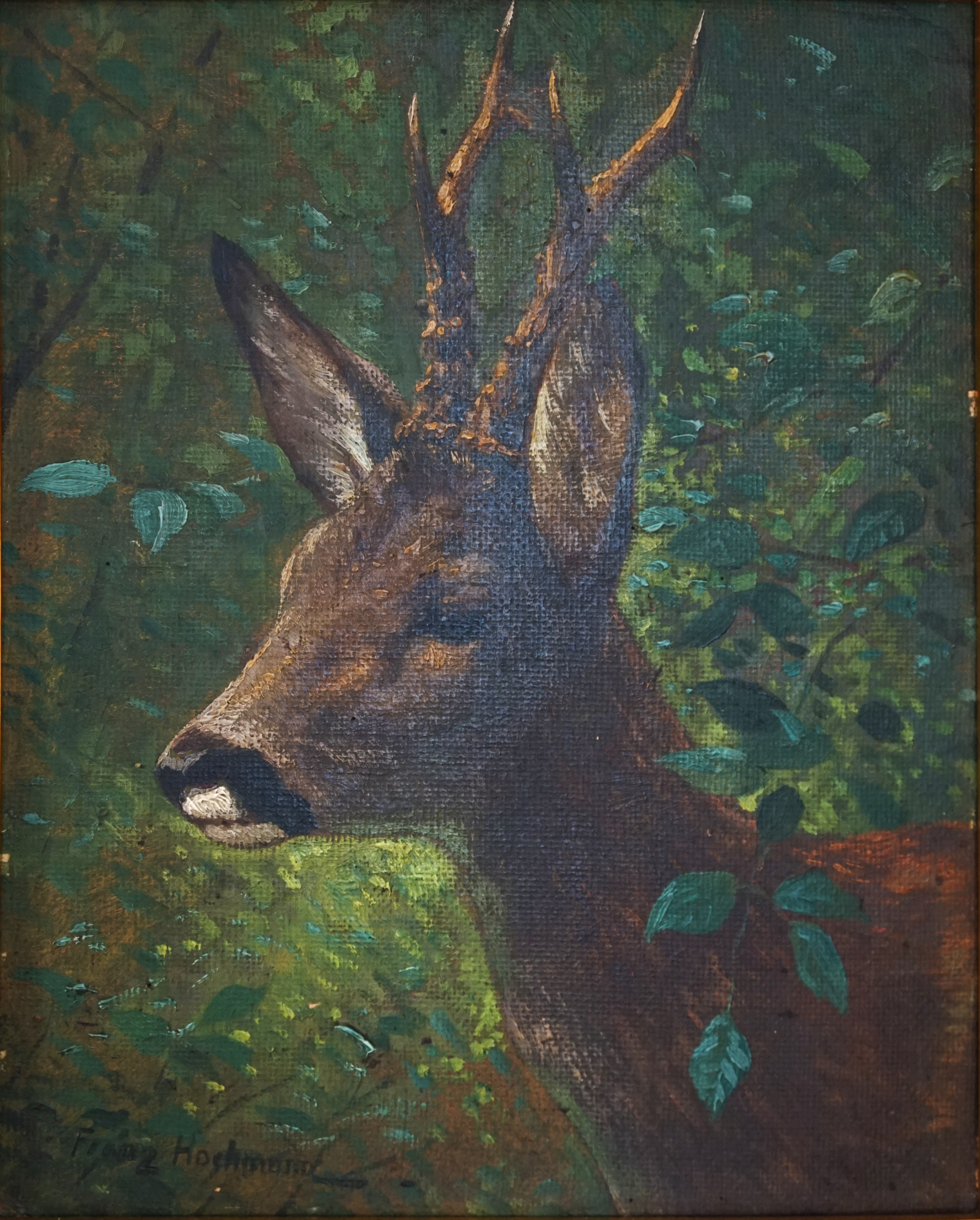
Hochmanns Reh im Gebüsch

Franz Gustav Hochmann (* 17. Januar 1861 in Dresden; † 19. Oktober 1935 ebenda) war ein deutscher Maler, Zeichner und Grafiker, der besonders für seine Tier- und Landschaftsmalerei bekannt wurde.

## Leben
Franz Gustav Hochmann, Sohn des Porzellanmalers Heinrich Theodor Hochmann (1829–1904), begann mit 14 Jahren ein Studium an der „Königlich Sächsischen Akademie der bildenden Künste zu Dresden“ (1875–1878). Anschließend studierte er in Weimar bei Albert Brendel und in Dresden im Atelier von Friedrich Preller d. J. Nach einem Aufenthalt in München unternahm er 1884/85 gemeinsam mit Friedrich Preller eine Italienreise. Es folgte ein Studium in Karlsruhe (1886–1889) bei Hermann Baisch, welcher der Tier- und Landschaftsmalerei zugetan war. Auf diesem Spezialgebiet lag nun der Schwerpunkt seiner Arbeiten. In Karlsruhe lernte er den Landschaftsmaler Louis Kehrmann und dessen Schwester Ida kennen, die er später heiratete. 1890 zog Franz Hochmann in das Künstlerhaus in Berlin-Charlottenburg. Die Insel Vilm und die Malerkolonie Ahrenshoop, zu deren Gründergeneration er gehörte, waren weitere Stationen seiner Laufbahn. Nach der Rückkehr in seine Heimatstadt Dresden 1894 führten ihn ab 1897 zahlreiche Studienreisen in die Duhner/Altenwalder Malerkolonie auf heutigem Cuxhavener Stadtgebiet. In Dresden engagierte er sich als Vorstandsmitglied im „Verein Bildender Künstler“, dessen Vorsitzender er 1900 wurde.

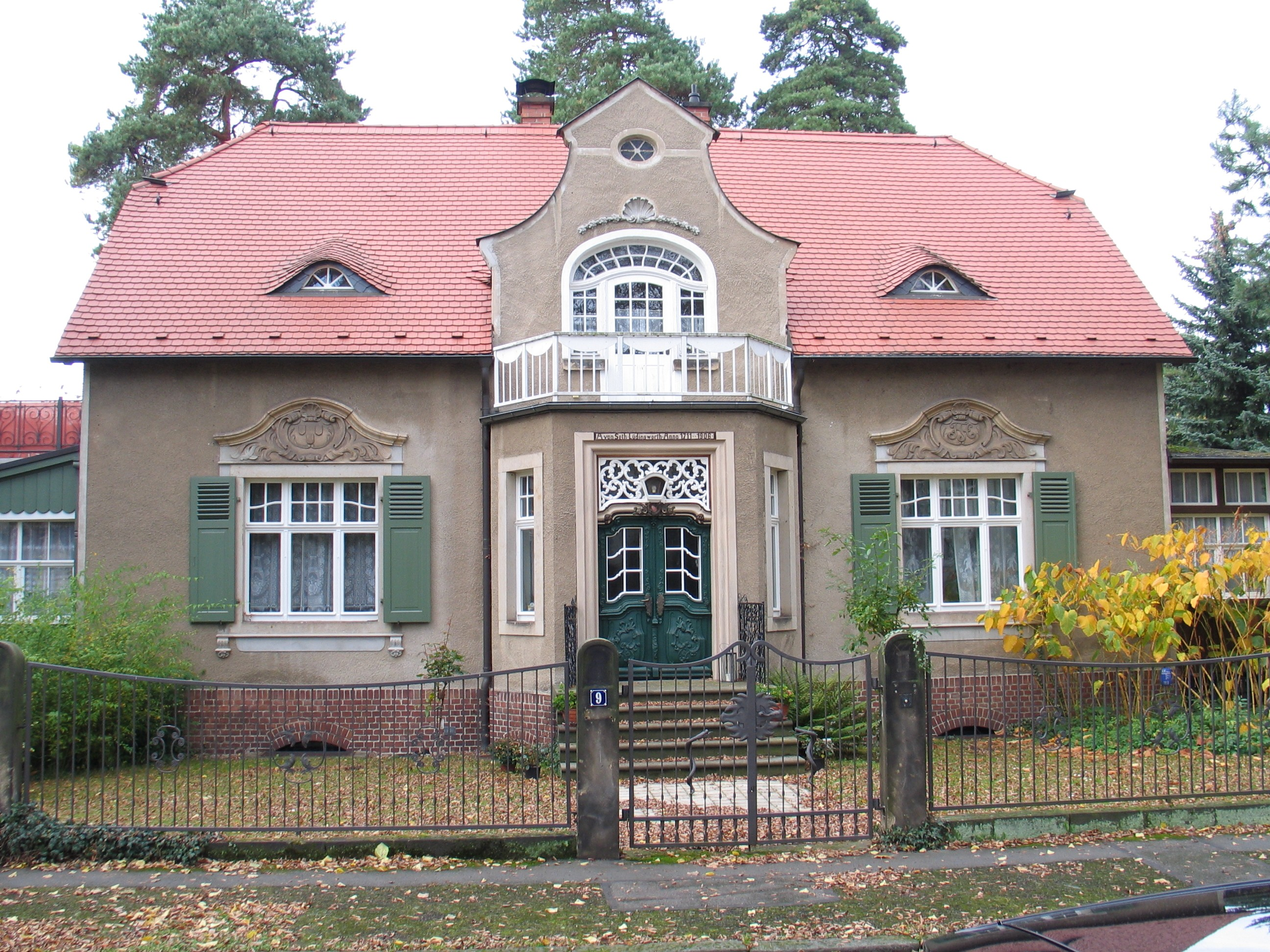
Villa des Malers Franz Hochmann in Kleinzschachwitz

1901 zog die Familie in das Künstlerhaus Loschwitz. Nach einem zweijährigen Aufenthalt in Stuttgart kauften sie ein Grundstück in Kleinzschachwitz (Dresden) und ließen sich 1906 ein Landhaus errichten, das heute Kulturdenkmal ist. Zentrales Schmuckelement dabei ist eine norddeutsche Barocktür, die Hochmann bei einer Studienreise in Lüdingworth (Cuxhaven) erworben hatte. Im Ersten Weltkrieg betätigte sich Franz Hochmann als Kriegsmaler. 1921 folgte er dem Ruf seines Freundes Carl Bantzer nach Willingshausen, einer der ältesten Malerkolonien Europas. Nochmals begann eine kreative Schaffensperiode für Hochmann, die ihn auch nach Düsseldorf führte. Doch Krankheiten unterbrachen seinen Tatendrang immer öfters. Er starb am 19. Oktober 1935 in Dresden.

## Rezeption
Der Cuxhavener Heimatforscher Peter Bussler beschreibt Hochmann als einen der „herausragenden Tier- und Landschaftsmaler im ausgehenden 19. Jahrhundert“, der die Natur gründlich studiert hatte und Tiere perfekt darstellen konnte. Er schätzte insbesondere seine Fähigkeit, „unterschiedliche farbige Lichtverhältnisse malerisch auszuwerten“ und atmosphärische Stimmungen darzustellen.

## Ehrungen
- Große silberne Medaille bei der Kunstausstellung in Dresden (1882)
- Silberne Medaille bei der Internationalen Weltausstellung in London (1884)
- Medaille für Kunst und Wissenschaft in Silber mit der Krone in Altenburg von Herzog Ernst I. von Sachsen - Altenburg (1886)
- Medaille II. Klasse bei der Internationalen Jubiläumsausstellung in Melbourne (1888)
- Große goldene Medaille bei der Internationalen Kunstausstellung in London (1889)
- Goldene Medaille II. Klasse bei der Münchener Jahresausstellung (1894)
- Silberne Staatsmedaille bei der akademischen Kunstausstellung in Dresden (1894)
- Bronzene Plakette bei der I. Internationalen Kunstausstellung in Dresden (1897)
- Die Straße „Hochmannweg“ im Dresdner Stadtteil Leubnitz-Neuostra wurde nach ihm benannt.

## Werke in Museen
- Schweineherde (undatiert), Museum Weimar
- Pferdemarkt in Buttstädt (1882), Handzeichnung, Jüdisches Museum Berlin
- Rossmarkt zu Altenburg (1886), Residenzschloss Altenburg, Schloss- und Spielkartenmuseum
- Pferdemarkt in einem deutschen Städtchen (1888), „Bendigo Art Gallery“, Victoria/Australien
- Schiffziehende Pferde (1889), Deutsches Pferdemuseum Verden
- Kühe im Schlick (1894) Museum der bildenden Künste Leipzig
- Wintersonne (1895), Pinakothek München
- Siesta (1899) Mittelrhein-Museum Koblenz
- Siesta der Schweine (1904), Kupferstichkabinett Dresden
- Pirna, (um 1908) Städtische Galerie Dresden
- Schweine (1928), Malerstübchen Willingshausen
- Ochsengespann (1930/31) Städtische Galerie Dresden